# Iddesleigh (Devon)
Pour les articles homonymes, voir Iddesleigh.
Iddelsleigh est un village et une paroisse civile du Devon, situé dans l'Angleterre du Sud-Ouest. 

## Historique
Ce village est répertorié dans le Domesday Book.
Sir Stafford Northcote a été propriétaire de la plus grande partie de la paroisse à la fois et a pris le titre de comte d'Iddesleigh, bien qu'il n'ait jamais habité ici.  L'auteur Michael Morpurgo a vécu ici depuis les années 1970.

## Géographie
Il est situé sur la route B3217, à peu près au centre de sa paroisse d'environ 2 900 acres, à environ huit kilomètres au nord de la ville d'Okehampton.

## Monuments
Son église est un bâtiment classé au grade I et il y a un certain nombre d'autres bâtiments classés dans la paroisse[évasif].